# Heinrich Gontermann
Heinrich Gontermann, né le 25 février 1896 à Siegen, dans le sud de la Westphalie et mort le 30 octobre 1917) à Marle (Aisne), est un pilote de chasse, avec des prédispositions pour les tactiques et de réelles qualités humaines.

## Biographie
Gontermann rejoint le 14 août 1914 le 6e régiment d'uhlans (de). Il participe à de nombreux missions combats et est même sérieusement blessé au combat en 1915. Il effectue un bref passage au sein du 80e régiment de fusiliers avant d'intégrer le Force aérienne à la fin de l'année. C'est dans la droite ligne qu'il entame son écolage de pilote pour entrer au Kampfstaffel Tergnier puis au FA 25. Heinrich va ainsi connaître tous les types d'appareils d'entraînements de l'aviation allemande (Roland C.II et AGO C1).
Le 11 novembre 1916, il rejoint la Jasta 5 pour être rapidement engagé dans la bataille. C'est ainsi que trois jours plus tard, il obtient sa première Abschüsse lors d'une patrouille au-dessus de Morval. Sa victime est un FE2b anglais. Il n'obtient pas de nouvelles victoires avant le printemps 1917 mais le 24 mars il décroche son 5e succès et devient officiellement un Kanone (un as). Le lendemain ce fervent patriote écrit à ses parents : « Aujourd’hui, j'ai abattu un biplace au-dessus des lignes anglaises. Il s'est désintégré en plein vol. C'était horrible. C'est une affreuse besogne mais c'est notre devoir. À chaque fois, c'est une victoire pour l'esprit allemand ». Le jour de Pâques (13 avril), il incendie son premier ballon ; beaucoup d'autres vont suivre.

## Des décorations
Son score étant monté à 17, il est désigné pour sortir du rang et devenir sous-lieutenant à la fin du mois d’avril. Il voit cette promotion confirmée en obtenant le commandement de la 15e Jasta qui était casernée à Boncourt, dans le nord de la France. Les pilotes de cette escadrille montaient des Albatros d'un nouveau modèle, possédant deux mitrailleuses synchronisées. À cette époque, Gontermann continue à accumuler les succès et est récompensé par une multitude de décorations : La Croix de fer 1re classe (5 mars); La Croix de Chevalier l'Ordre de la Maison des Hohenzollern (6 mai); l'Ordre Bavarois Max Joseph (11 mai) et la « Blauen Max », l'Ordre Pour le Mérite, le 14 mai, date de sa 21e victoire. Toutes l'escadrille la célébra toute la nuit dans les salles d'apparat du vieux château français.
Heinrich s'était fait une réputation de chasseur des ballons d'observation qui étaient une véritable peste pour les troupes au sol. Ils s'élevaient au-dessus des lignes et méthodiquement, leur observateur réglait les tirs de l'artillerie. Gonterman en descendra 8 en août dont 4 en moins de… 3 minutes dans la soirée du 19 ! Contrairement à ce que l'on peut penser, ces engins n'étaient pas si facile à abattre car très bien défendu au sol. Mais tel un épervier le redoutable Heinrich Gonterman ne laissait aucune chance à sa proie. Son compagnon d'escadrille, Ernst Udet, déclara n'avoir jamais encore vu d'aviateur approcher l'ennemi d'aussi près.
Gontermann n'était cependant pas un prédateur ; il confia un jour au même Udet : « C'est une guerre idiote. Nous chassons de leur maison des gens qui nous sont sympathiques et nous tirons sur des hommes que nous ne détestons pas… ».

## Un nouvel avion
Heinrich Gontermann était quelqu'un de fataliste et après sa 36e victoire, il laisse apparaître des signes apparent de stress. Il reçoit une permission d’un mois et il en profite pour visiter les usines Fokker à Schwerin ou il se choisit un triplan, le DrI 115/17. Celui-ci ne lui sera livré que le 12 octobre : « Mon triplan est enfin prêt à voler. J'attends seulement que la météo s'améliore, ce qui n'a pas été le cas ces huit derniers jours… ». Le 17, il tombe malade, ce qui retarde à nouveau son retour dans les airs : « Je suis cloué au sol jusqu’au 22 octobre…  ». Dans sa lettre suivante, il précise : « Je suis à nouveau sur pieds. Je vais bien et je pense pouvoir tester mon triplan dans moins de six jours ». Dans le dernier courrier envoyé à sa famille, il évoque cette première sortie à bord du Fokker Triplan Dr1 :  « Avant hier, j’ai volé à bord du fantastique triplan, malheureusement le temps est toujours aussi couvert. J’espère que la réputation de cette machine ne va pas être ternie à la suite de la disparition à huit jours d’intervalle de ce cher Kurt Wolff et de Werner Voss. Je vais apporter tout mon calme et mon attention pour que cela ne reproduise pas ».
Le 30 octobre 1917, le sous-lieutenant Gontermann décolle pour effectuer des figures aériennes au-dessus du terrain d'aviation de La Neuville, près de Marle. Il a beau se montrer prudent, son DrI 115/17 va le trahir. Au moment où il effectue un looping, le Fokker dérape tout d'abord sur la gauche ; puis l'aileron droit se détache, suivi par des nervures de l'aile supérieure qui s'arrachent en déchirant l'entoilage et c'est le crash. Quand on l'extirpe des débris, l'infortuné pilote était toujours vivant mais il devait néanmoins succomber à ses graves blessures quelques jours plus tard au Lazarett (hôpital) de Marle. C'était le 30 octobre 1917 et Gontermann était âgé de 21 ans. Il sera crédité de 39 victoires.
D'autres incidents du même genre vont se succéder et une commission d'enquête (Sturz Kommission) dans laquelle on trouvait Manfred von Richthofen ainsi que son officier technique, Konstantin Krefft, devaient montrer que les ailerons s'étaient détachés en raison de la faiblesse de certains ponts de fixation, qui cédaient sous les forts facteurs de charge imposés lors des virages serrés ou de glissades brutales. Les enquêteurs montrèrent également que la colle utilisée dans l'assemblage du plan supérieur résistait mal à l'accumulation de l'humidité à l'intérieur de l'aile - ce qui dénotait une mauvaise qualité de construction, mais aussi des négligences au niveau des contrôles en usine.